# Cases Jeroni F. Granell
Les Cases Jeroni F. Granell són un conjunt arquitectònic situat al carrer de Mallorca, 184-188, al barri l'Antiga Esquerra de l'Eixample de Barcelona, catalogat com a bé cultural d'interès local.

## Història
Foren projectades el 1901 per l'arquitecte Jeroni Ferran Granell i Manresa (1867-1931), que n'hauria estat el promotor i probablement també el constructor. Dins de la documentació conservada al voltant de la construcció de les finques, es conserva la data d'acabament de la núm. 184, el gener de 1903. També es té constància del vitrall de la casa núms. 186 i 188, que mostra la data de 1902.
Gran mestre del mosaic i vitraller, Granell va tenir entre d'altres col·laboradors a Antoni Rigalt i Blanch. Destaca especialment de la seva obra arquitectònica el llenguatge depurat, en el qual preval la simplificació i l'elegància de les formes.
El conjunt va ser restaurat totalment l'any 2004.

## Descripció
Les cases disposen de planta baixa, entresòl, principal i quatre pisos més, tot cobrint-se amb un terrat pla transitable. La façana és unitària però al mateix temps permet distingir cadascuna de les finques, gràcies a l'atermància d'uns cossos estrets definits per un eix continu de finestres, amb uns més amples oberts amb balcons dobles. Destaca precisament d'aquesta façana la gran qualitat decorativa i d'acabaments de les llindes i els coronaments, els quals s'ornamenten amb relleus curvilinis de gust modernista. Les llindes de les finestres obertes als balcons estan decorades amb motius vegetals i unes cares humanes que contrasten amb la senzillesa de la llosana curvilínia del balcó. Pel contrari, les finestres dels cossos laterals (més estrets) presenten una decoració a base d'elements vegetals i emmarcaments motllurats de línies més puristes. El mur es troba totalment revestit i decorat amb uns esgrafiats de tonalitat clara on es representen motius vegetals entrellaçats.
Per al coronament, l'arquitecte va recórrer a elements de gran senzillesa estructural però de gran eficàcia visual. Així, pels trams centrals (més amples) projectà una cornisa ondulant sense cap mena de decoració mentre que, els trams més estrets, queden rematats amb una cornisa recta de pedra amb motius vegetals entrellaçats que segueixen els models emprats en la decoració de les finestres i els esgrafiats.
La porta d'entrada a cadascun dels edificis queda descentrada de l'eix de simetria de la façana, tot obrint-se a un dels cossos laterals. Aquest fet permet desenvolupar al tram central dues portes d'escassa alçada amb dues finestres just a sobre de la llinda corresponent al nivell d'entresòl. La reduïda alçada d'aquestes portes és possible precisament a la configuració de la planta baixa, que destinada a locals comercials es troba a una cota lleugerament més baixa que la cota de circulació del carrer.
A través de la porta d'entrada a la finca, s'accedeix al vestíbul que es configura com un espai de pas i comunicació amb l'escala de veïns. Es tracta d'un àmbit de dos trams, cobert amb un sostre de guix motllurat, blanc i amb escòcies. Els murs es troben decorats a la banda inferior amb un arrambador de ceràmica vidriada que reprodueix motius florals i combina els color verd i taronja. Sobre d'aquest element es desenvolupa la paret de tonalitat clara que està decorada -a manera d'emmarcament- amb unes línies que coronen als angles amb uns motius florals.
A la finca es conserven alguns elements del projecte arquitectònic original com els llums. Tanmateix cal remarcar també la gran qualitat i bellesa decorativa de les finestres del celobert de la finca, localitzat al costat de l'escala i que permet donar llum i ventilació a les estances interiors dels diversos pisos.

## Galeria

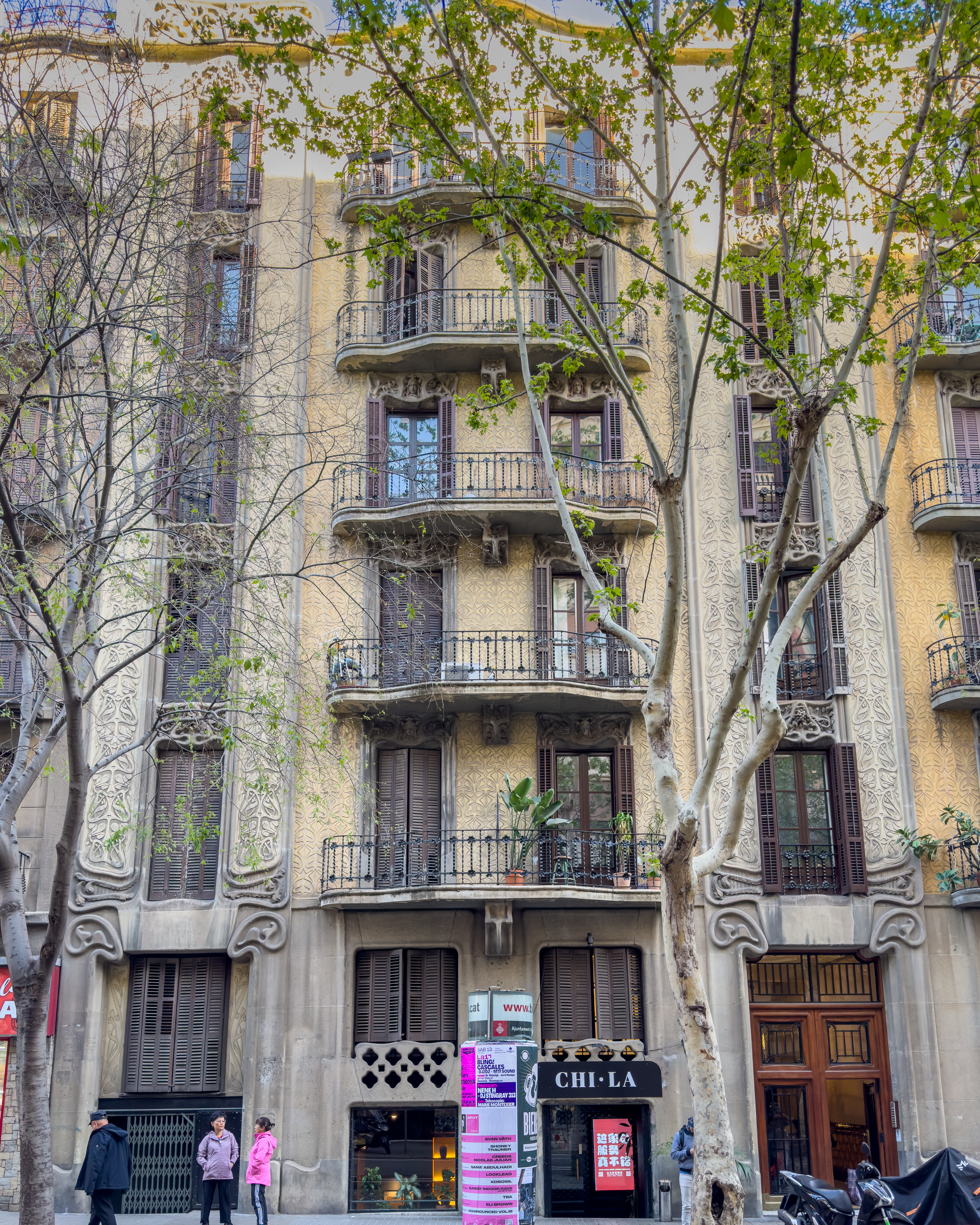
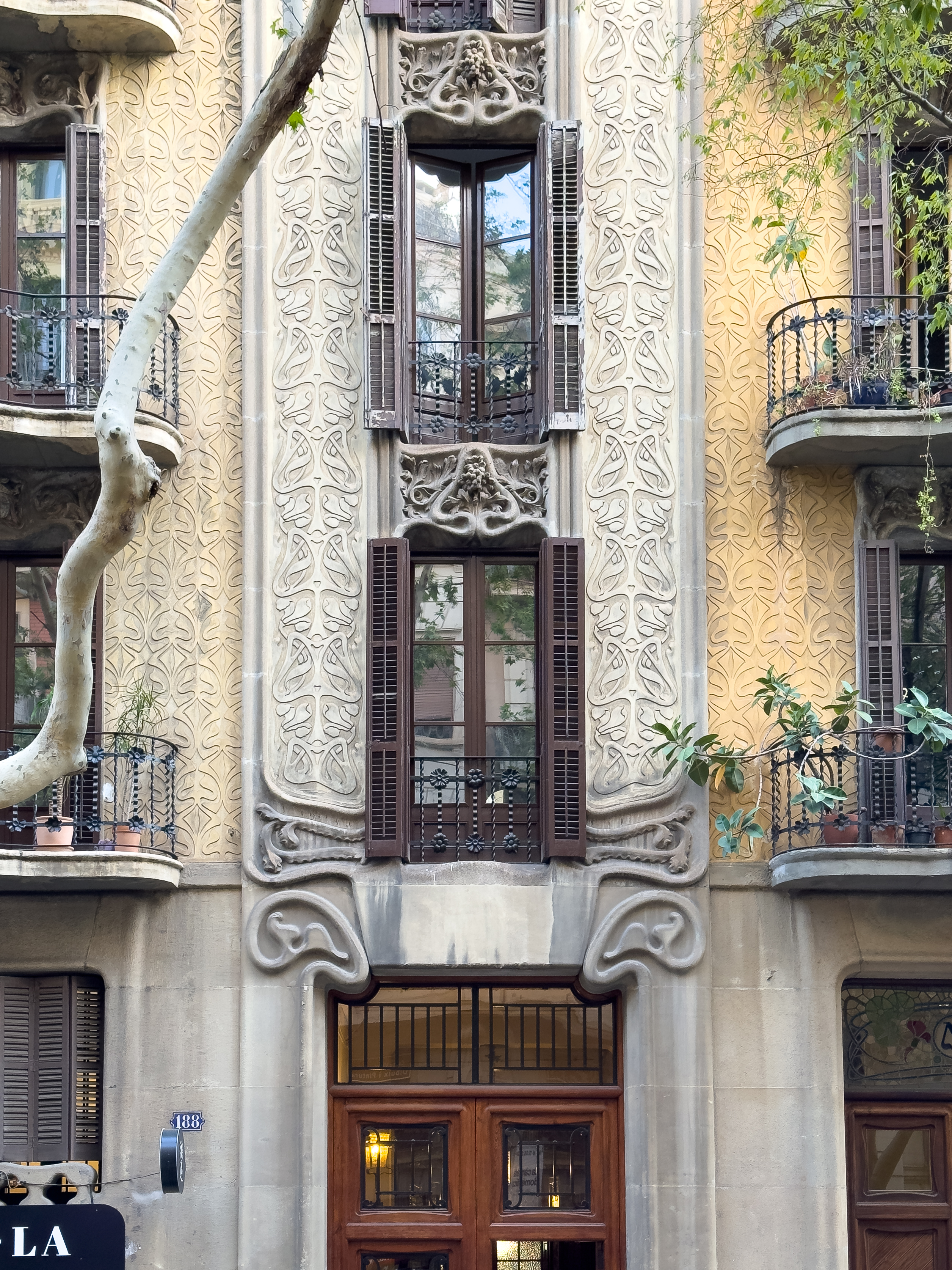
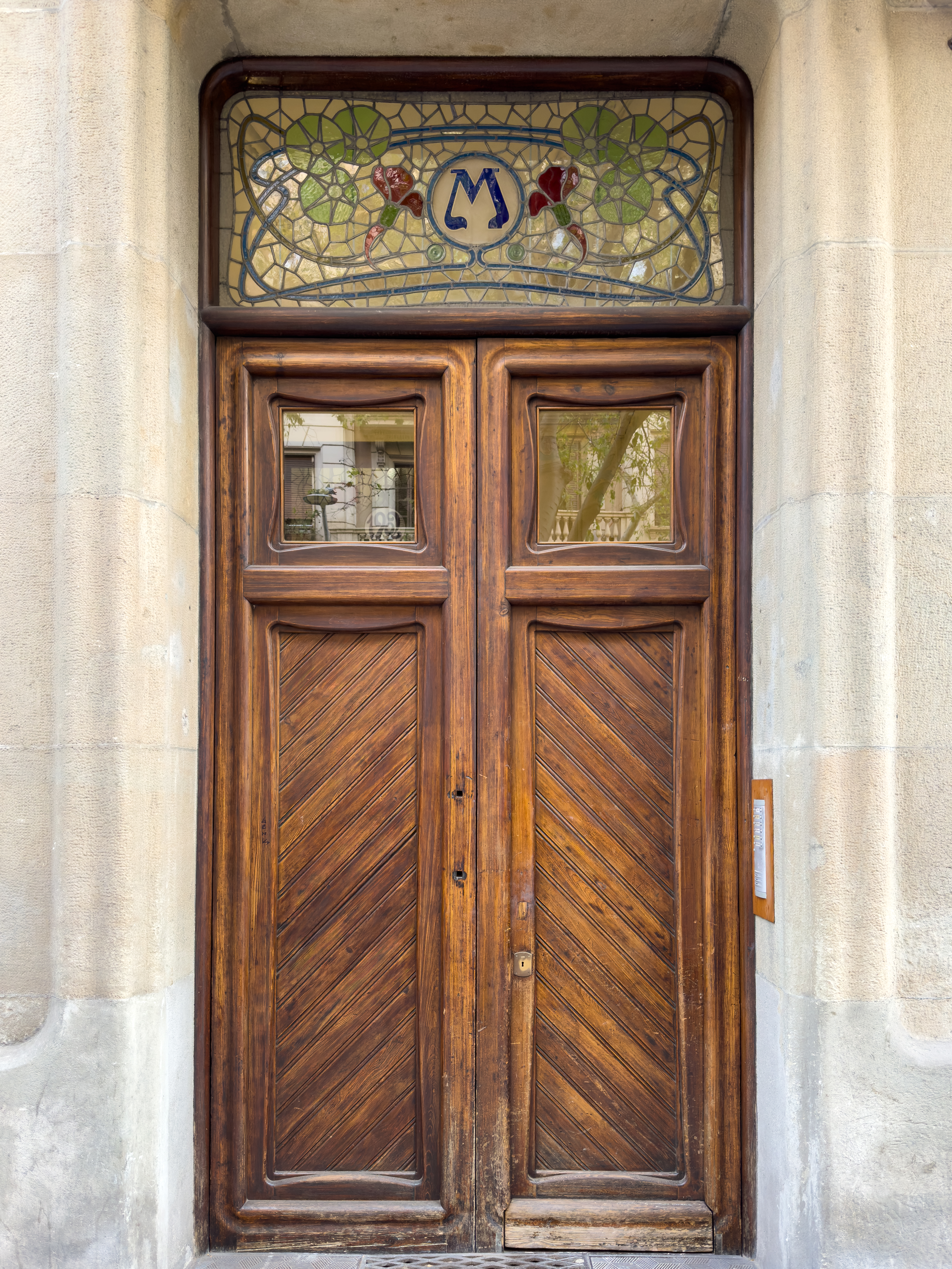
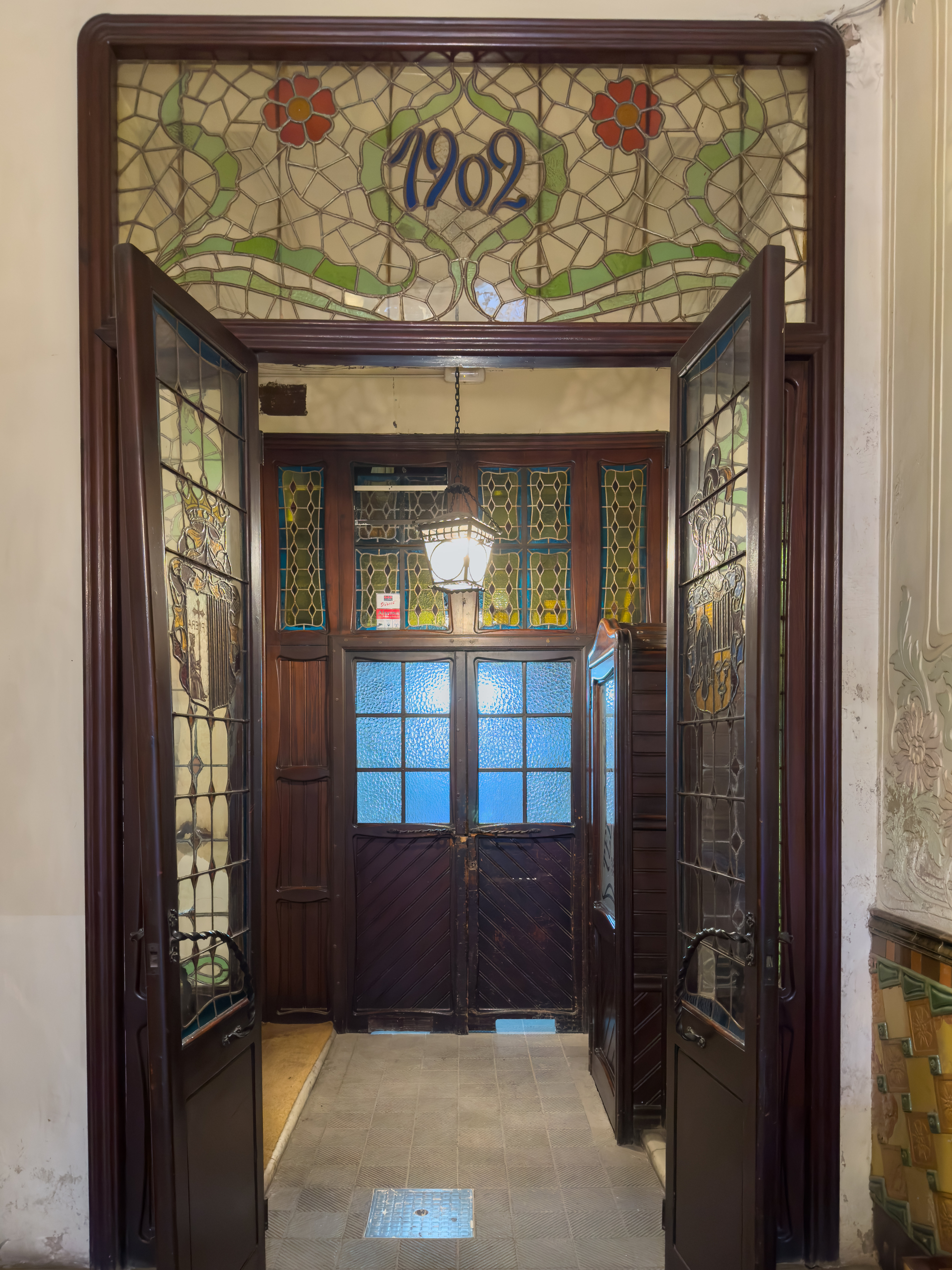
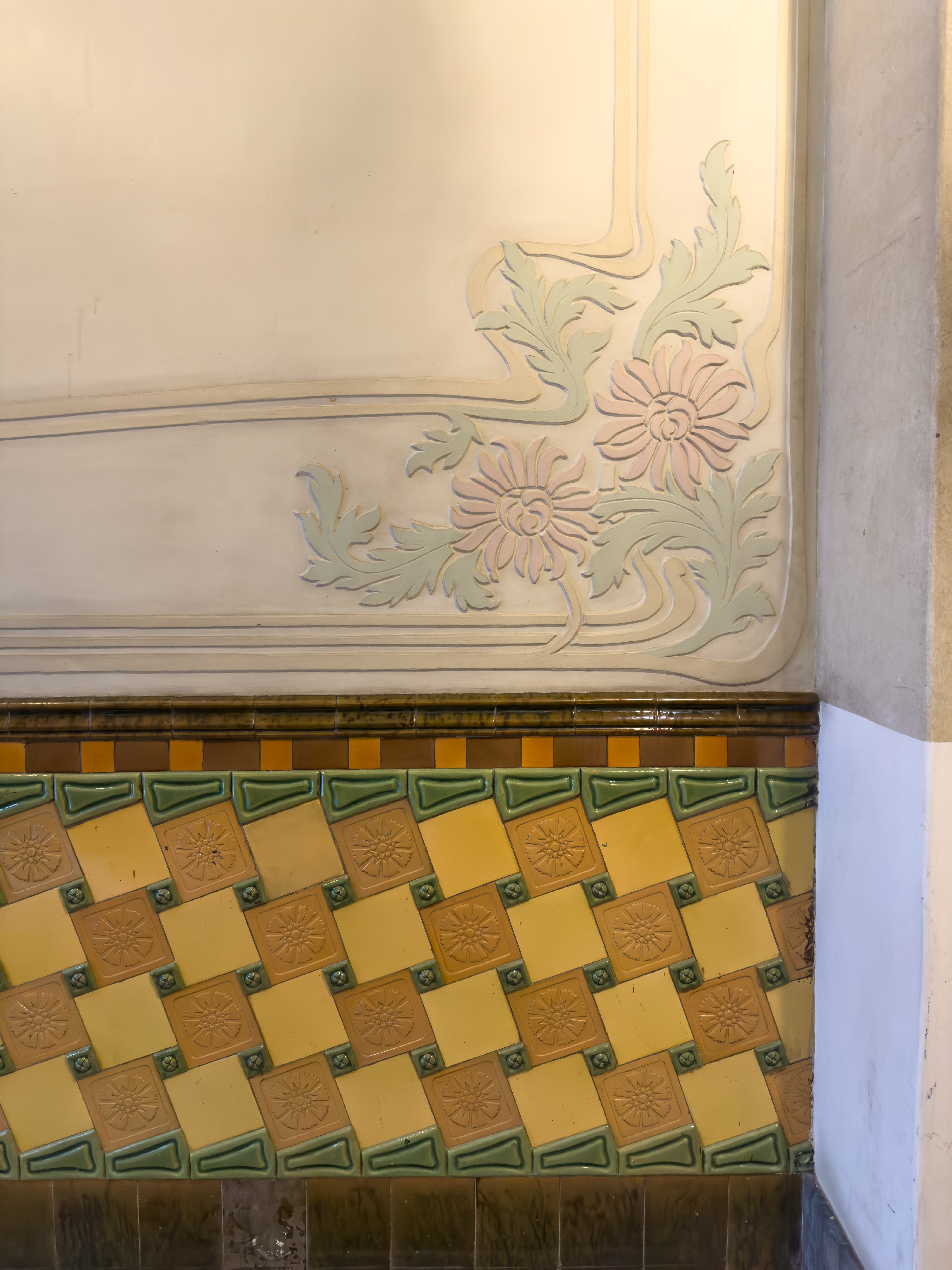